# Jean-Yves Leconte
Jean-Yves Leconte, ur. 31 października 1966 w Paryżu (XII dzielnica) (Seine) – francuski polityk. Członek francuskiej Partii Socjalistycznej. Został wybrany na senator przez Francuzów za granicą we wrześniu 2011.

## Życiorys
Po dorastaniu w Normandii, uczęszczał do liceum w Saint-Germain-en-Laye (collège Claude-Debussy, liceum Marcel-Roby), uczelni Condorcet w Paryżu i École centrale Paris. W 1990-1991 pracował przez rok jako nauczyciel. Od 1991 do 1993, pracował dla francuskiej korporacji w Warszawie i postanowił osiedlić się w tym kraju poprzez rozwoju własnego biznesu Generik Ekologia (rury kamionkowe, przeciskowe, włazy, kraty i wpusty z żeliwa sferoidealnego, systemy odwodnień liniowych z polimerobetonu). W 2000 r. założył spółkę na Ukrainie, Генерик України, ДП.
Od 1986 roku jest członkiem francuskiej Partii Socjalistycznej. Jest jednym z założycieli w 1994 r. Stowarzyszenia Francuzów w Polsce (filii Français du monde – ADFE). Wspiera tworzenie w Wałbrzychu Stowarzyszenia Francuzów i Repatriantów z Francji na Dolnym Śląsku.
Jean-Yves Leconte jest od 1994 do 2011 członkiem Wysokiej Rady Francuzów za granicą (CSFE) (od 2004 Zgromadzenia Francuzów za granicą AFE) (Austria i Europa Środkowo-Wschodnia).
Po nieudanej próbie w 2008 roku, jest senatorem od września 2011 do września 2023.
Jean-Yves Leconte jest żonaty i ojcem trzech francusko-polskich dzieci.